# Katzow
Katzow est une municipalité allemande du land de Mecklembourg-Poméranie-Occidentale et l'arrondissement de Poméranie-Occidentale-Greifswald.

## Personnalités liées à la ville
- Hermann Zabel (1832-1912), botaniste né à Neu-Katzow.